# 国際連合安全保障理事会決議219
国際連合安全保障理事会決議219（こくさいれんごうあんぜんほしょうりじかいけつぎ219、英: United Nations Security Council Resolution 219）は、1965年12月17日に国際連合安全保障理事会で採択された決議である。キプロス問題に関する過去の決議を再確認し、国際連合キプロス平和維持軍の活動期限を1966年3月26日まで3ヶ月延長した。理事国11ヵ国による最後の決議であり、翌年に15ヵ国まで増加した。